# Nervi toracici
I nervi toracici sono dodici paia di nervi (T1-T12), con funzioni motrice somatica e sensitiva somatica, contenenti fibre del sistema nervoso autonomo.
Hanno una distribuzione metamerica, corrispondente ai mielomeri di origine.
Sono caratterizzati da rami anteriori e posteriori:
- i rami anteriori, non si anastomizzano in plessi (tranne T1 e T2 che danno degli apporti al plesso brachiale). Decorrono come nervi intercostali da T1 a T11, mentre i nervi derivanti da T12 decorrono come nervi sottocostali.
- i rami posteriori raggiungono la cute del dorso, e sono divisi in rami mediali, disposti superiormente, e in rami laterali, che innervano la regione toracica e lombare superiore.